# 夏服
《夏服》，日本女性創作歌手aiko的第3張錄音室專輯。2001年6月20日發行。

## 簡介
前作《櫻花樹下》約1年零3個月之後發行。收錄了《 Boy Friend》、《初戀》和《Rosie》三首單曲，其中《Rosie》是專輯的先行單曲。
和前作一樣，設有一首附贈曲目《夏服》，在歌詞卡上並沒有這首歌的歌詞，而且將這首歌安排在第10首曲目《初戀》同一音軌上作為隱藏曲目。
雖然在Oricon公信榜統計銷量約為99萬，但總銷量已經超過100萬張，連續兩張專輯銷量超過百萬，並獲得日本唱片協會的百萬認證。

## 曲目
1. 飛機
2. be master of life
3. Rosie（ロージー）
4. 悄悄說再見的方法（密かなさよならの仕方）
5. 永不終止的日子（終わらない日々）
6. 風和日麗好心情（心日和）
7. September
8. 踏著雨水的吊帶褲（雨踏むオーバーオール）
9. 蘆筍
10. Boy Friend（ボーイフレンド）
11. 初戀
12. 夏服 <附贈曲目>

## 外部連結
- 唱片介紹
- 唱片介紹（SACD盤）